# Anstruther Burghs (circonscription du Parlement britannique)
Pour les articles homonymes, voir Anstruther (homonymie).
Circonscription parlementaire de la Chambre des Communes
Anstruther Burghs était un district de la circonscription de burghs qui était représenté de 1708 à 1800 à la Chambre des communes du Parlement de Grande-Bretagne et de 1801 à 1832 à la Chambre des communes du Parlement du Royaume-Uni.
Il a élu un  Membre du Parlement (MP).

## Création
La circonscription parlementaire britannique a été créée en 1708 à la suite des Actes d'Union de 1707 et a remplacé les anciennes circonscriptions du Parlement d'Écosse de Anstruther Easter, Anstruther Wester, Crail, Kilrenny et Pittenweem,,,,.

## Limites
La circonscription comprenait les burghs d'Anstruther Easter, Anstruther Wester, Pittenweem, Crail, Kilrenny situé dans le Comté de Fife.
En 1832, les burghs ont été combinés avec les burghs de Cupar et St Andrews du comté de Fife, qui étaient auparavant des composants de Perth Burghs, pour former St Andrews Burghs.

## Membre du Parlement
| Élection | Élection                           | Membre                                         | Membre                                         | Parti                                          |
| -------- | ---------------------------------- | ---------------------------------------------- | ---------------------------------------------- | ---------------------------------------------- |
|          | 1708                               | Sir John Anstruther, 1er Bt                    |                                                |                                                |
|          | 1712                               | George Hamilton                                |                                                |                                                |
|          | 1713                               | Sir John Anstruther, 1er Bt                    |                                                |                                                |
|          | 1715                               | Philip Anstruther                              |                                                |                                                |
|          | 1741                               | John Stewart                                   |                                                |                                                |
|          | 1747                               | Philip Anstruther I                            |                                                |                                                |
|          | 1754                               | Sir Henry Erskine, 5e Bt                       |                                                |                                                |
|          | Élection partielle de 1766         | Sir John Anstruther, 2e Bt                     |                                                |                                                |
|          | 1774                               | Philip Anstruther II                           |                                                |                                                |
|          | Élection partielle de 1778         | Hon. George Damer                              |                                                |                                                |
|          | 1780                               | Sir John Anstruther, 2e Bt                     |                                                |                                                |
|          | Élection partielle de 1783         | John Anstruther                                |                                                |                                                |
|          | 1790                               | Sir John Anstruther, 2e Bt                     |                                                |                                                |
|          | Élection partielle de 1793         | Robert Anstruther                              |                                                |                                                |
|          | Élection partielle de 1794         | William Dundas                                 |                                                |                                                |
|          | 1796                               | John Anstruther                                |                                                | Whig                                           |
|          | Élection partielle de 1797         | Alexander Campbell                             |                                                |                                                |
|          | 1806                               | Sir John Anstruther, 4e Bt                     |                                                |                                                |
|          | Élection partielle de 1811         | John Anstruther                                |                                                |                                                |
|          | Élection partielle de février 1818 | Alexander Maconochie                           |                                                |                                                |
|          | Élection partielle de 1819         | Sir William Rae, 3e Bt                         |                                                | Tory                                           |
|          | 1826                               | James Balfour                                  |                                                | Tory                                           |
|          | 1831                               | Andrew Johnston                                |                                                | Whig                                           |
|          | 1832                               | circonscription abolie: voir St Andrews Burghs | circonscription abolie: voir St Andrews Burghs | circonscription abolie: voir St Andrews Burghs |

## Résultats élections

### Élections dans les années 1830
| Parti              | Parti                  | Candidat           | Votes           | %               |                 |
| ------------------ | ---------------------- | ------------------ | --------------- | --------------- | --------------- |
|                    | Whig                   | Andrew Johnston    | Sans opposition | Sans opposition | Sans opposition |
| Registre électeurs | Registre électeurs     | Registre électeurs | c. 92           |                 |                 |
|                    | Whig Vainqueur de Tory |                    |                 |                 |                 |

| Parti              | Parti              | Candidat               | Voix  | %      | ± |
| ------------------ | ------------------ | ---------------------- | ----- | ------ | - |
|                    | Tory               | James Balfour          | 3     | 75,0   | ' |
|                    | Non Partisan       | Robert Bullock Marsham | 1     | 25,0   |   |
| Majorité           | Majorité           | Majorité               | 2     | 50,0   |   |
| Participation      | Participation      | Participation          | 4     | c. 4,3 |   |
| Registre électeurs | Registre électeurs | Registre électeurs     | c. 92 |        |   |
|                    | Tory retenir       | Tory retenir           | Swing |        |   |